# Seri (Darchula)
Seri (nep. सेरी) – gaun wikas samiti w zachodniej części Nepalu w strefie Mahakali w dystrykcie Darchula. Według nepalskiego spisu powszechnego z 2001 roku liczył on 379 gospodarstw domowych i 2146 mieszkańców (1065 kobiet i 1081 mężczyzn).